# Overlord (gra komputerowa)
Overlord – przygodowa gra akcji przedstawiona w widoku z perspektywy trzeciej osoby wyprodukowana przez Triumph Studios i 4J Studios na platformy Microsoft Windows, PlayStation 3 oraz Xbox 360.
Rozwój gry rozpoczął się w 2006 roku, a gra została oficjalnie zapowiedziana w maju tego samego roku. Po niemal półtora roku prac została wydana w 2007 roku zdobywając pozytywne recenzje i korzystnie wpływając na wyniki sprzedaży firmy Codemasters. 1 listopada został zapowiedziany dodatek Overlord: Raising Hell, który ukazał się 15 lutego 2008 roku i dodawała nowe mapy dla rozgrywki wieloosobowej oraz tryb kooperacji. Wersja gry na PlayStation 3 została wydana pod nazwą Overlord: Raising Hell 20 czerwca 2008 roku w Europie, a cztery dni później w Ameryce Północnej i zawierała grę wraz z dodatkiem. 
Sequel gry o nazwie Overlord II został zapowiedziany w sierpniu 2008 roku razem ze spin-offem dla konsoli Wii o nazwie Overlord: Dark Legend i grą na Nintendo DS o nazwie Overlord: Minions. 

## Fabuła
Gra Overlord jest umiejscowiona w fantastycznym świecie, gdzie gracz wciela się w odrodzonego wojownika znanego jako Overlord, który kontroluje hordy gremlinopodobnych stworzeń nazywanych minionami. Musi on pokonać siedmiu skorumpowanych bohaterów, aby zdobyć ziemię i roztoczyć nad nią swoje rządy. Gra zawiera wątek korupcyjny, podobnie jak w serii gier Fable, ale pozwala graczowi na bycie „złym... lub naprawdę złym”, a poszczególne wybory wpływają na całą rozgrywkę i fabułę. 
Gra toczy się z perspektywy trzeciej osoby, ale kierowanie minionami wykorzystuje elementy gier RTS. W grze często spotykany jest czarny humor, a wiele miejsc i sytuacji parodiuje tradycyjne lokacje i elementy gier fantasy.